# Кейбъл и Дедпул
Кейбъл и Дедпул (на английски: Cable & Deadpool) е поредица от комикси, чието публикуване започва от месец май 2004 г. от Марвел Комикс. Главните герои, Дедпул и Кейбъл, споделят фокуса на поредицата, която започва след отмяна на предишните солови серии на героите. Поредицата печели множество почитатели благодарение на комбинацията от хумор, екшън и заплетен сюжет. Марвел Комикс приключва поредицата през април 2008 г. с брой 50. Кейбъл и Дедпул е класирана на седмо място в сайта Marvel.com в списъка „10-те най-добри приятелски екипа за всички времена“.

## Главни герои
- Кейбъл (Нейтън Съмърс) е пътуващият във времето син на Циклопа и Маделин Прайър (клонинг на Джийн Грей). Кейбъл, притежаващ мутантски сили и знаещ какво се случва в бъдещето, се опитва да създаде един по-добър свят.
- Дедпул (Уейд Уилсън) е приказлив наемник, известен като Устатия наемник. Подобно на Върколака, той е дело на експеримента „Оръжие Х“, в който се включва доброволно с надеждата да намери лек за рака си. Въпреки че получава подобрено тяло от експеримента, болестта на героя не е излекувана, полудява и по кожата му се появяват белези. Дедпул помага при осъществяването на плановете на Кейбъл, като понякога помощта му е несъзнателна.

## Характеристики

### Страница с обобщение
От брой 11 е добавена страница с обобщение. Тази страница, обикновено представена от Дедпул и понякога от Кейбъл, или от/с поддържащи герои, злодеи и гости, разбива четвъртата стена и буквално говори на публиката. В съответствие с тона на книгата, страницата с обобщение обикновено е смешна, като често Дедпул трябва да обяснява какво е четвъртата стена на други герои на страницата. От брой 44 страницата с обобщение са под формата на онлайн блог, както е написано от Боб, агент на Хидра.

### Скъпи Дедпул
С брой 13 се поставя началото на „Скъпи Дедпул“, страница с писма, изглежда водена от самия Дедпул. Подобно на страницата с обобщение, „Скъпи Дедпул“ често е комична и кара Дедпул да разбива четвъртата стена. В този раздел героят често се позовава не само на героите в този комикс, но често споменава (и се подиграва) на създателите, както и на различни конвенции на Марвел Комикс и индустрията на комиксите като цяло. Той дори отива толкова далеч, че се позовава на „човека, който пише отговорите ми“.

## Сюжетни дъги
- If Looks Could Kill (бр. 1 – 6)
- Burnt offering (бр. 7 – 10)
- Thirty pieces (бр. 11 – 12)
- Murder in Paradise (бр. 13 – 14)
- Enema of the State (бр. 15 – 18)
- Why, When I Was Your Age (бр. 19)
- Bosom Buddies (бр. 20 – 23)
- Sticky Situations and Living Legends (бр. 24 – 25)
- Born Again (бр. 26 – 27)
- The Domino Principle (бр. 28 – 29)
- Civil War (бр. 30 – 32)
- Six Packs and Powder Kegs (бр. 33 – 35)
- Unfinished Business (бр. 36 – 39)
- Fractured (бр. 40 – 42)
- Alone Again, Naturally (бр. 43 – 50)

## Създатели

### Сценаристи
- Фабиан Нициеза (бр. 1 – 50)
- Райли Браун (бр. 49 – 50)

### Художници
- Марк Брукс (бр. 1 – 2)
- Патрик Зърчър (бр. 3 – 24)
- Лан Медина (бр. 25 – 27)
- Райли Браун (бр. 28, 33 – 36, 38, 40 – 42, 45 – 46, 48 – 50)
- Рон Лим (бр. 29, 39, 43 – 44, 47)
- Стаз Джонсън (бр. 30 – 32, 37)
- Джон Мейлин (бр. 42)

## Събрано издание
- Deadpool & Cable Omnibus (съдържа Cable & Deadpool 1-50, Дедпул/КГЕ Летни Забавления и материали от Deadpool (2012) #27,  1272 страници, ноември 2014, ISBN 9780785192763)
  - Книгата е издадена в България със заглавието Дедпул & Кейбъл от Артлайн Студиос през май 2021 г. в превод на Здравко Генов, 1268 страници. ISBN 9786191932283[2]